# Estadi Rungrado Primer de Maig
L'Estadi Rungrado Primer de Maig és l'estadi de futbol més gran de món. Està situat a la ciutat de Pyongyang, Corea del Nord, i compta amb una capacitat de 150.000 espectadors. Té múltiples usos, ja que compta amb pista d'atletisme i camp de futbol. En aquest estadi juga la selecció de Corea del Nord.
El nom de l'estadi prové d'una combinació de noms de l'illot Rungra al riu Taedong, en el qual està situat, i el Dia Internacional dels Treballadors o primer de maig.
Aquest estadi té la major capacitat de públic del planeta i un espai total de 207 000 m², amb seients per a 114.000 persones. L'estadi té 8 pisos i 60 metres d'alçada. Disposa d'un pavelló annex de 60 metres de llarg, suficient per a cobrir la secció dels suports.
Les 16 teulades en arc s'entrellacen simulant els pètals d'una flor que suraria sobre el riu Taedong, o com un paracaigudes que acabés d'aterrar, donant la impressió d'una escultura dinàmica.
Té 80 sortides i deu aixecaments. Va ser construït en dos anys i mig a l'illa de Rungra en el Riu Taedong, i inaugurat l'1 de maig de 1989. Aquestes característiques proporcionen una condició ideal per a jocs internacionals. El camp de futbol està cobert de gespa natural i la pista d'atletisme i la resta d'espais esportius de goma. L'estadi té diversos passadissos d'entrenament, piscina interior, saunes i llits entre altres instal·lacions per a l'entrenament i la conveniència dels jugadors.

L'estadi s'utilitza en les celebracions anuals del Arirang anual, en cerimònies d'obertura d'esdeveniments i en exhibicions del Partit dels Treballadors de Corea.

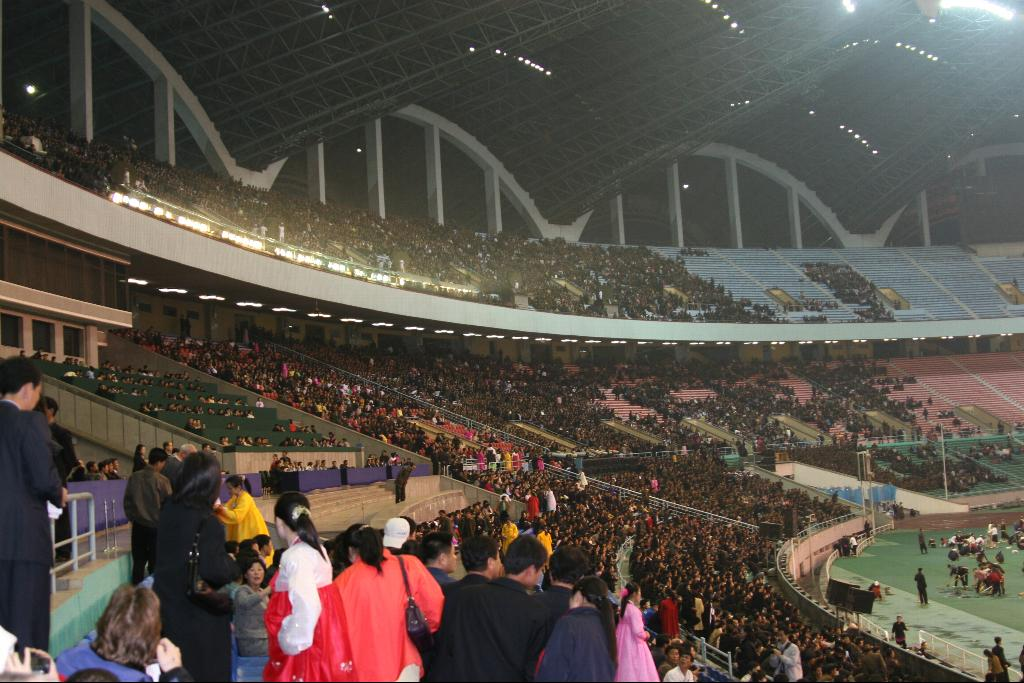
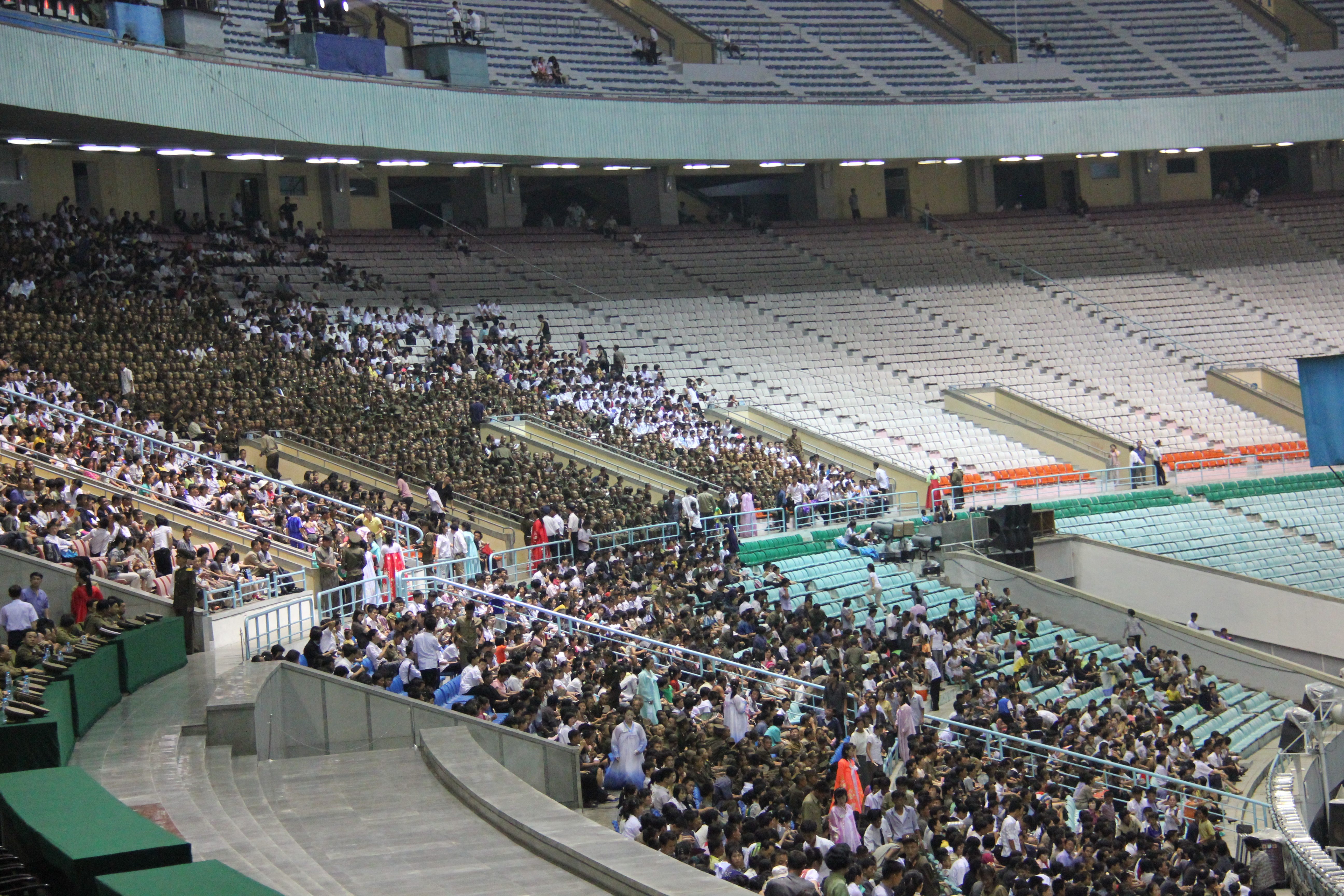